# Quenezeu
Quenezeu foi uma tribo que se refere ao pacto que Deus fez com Abraão (Gênesis 15:19). Eles não são mencionados entre os habitantes originais de Canaã (Êxodo 3:8, Josué 3:10) e provavelmente habitaram em alguma parte da Arábia, nos confins da Síria.
É também uma designação dada à Calebe (RSV, Números 32:12).